# Yoshino (rzeka)
Yoshino (jap. 吉野川 Yoshino-gawa) – rzeka w Japonii, na wyspie Sikoku.
Źródło rzeki znajduje się na górze Kamegamori, jej długość wynosi 194 km, a dorzecze 3 750 km², a ujściem jest Kanał Kii. Większe dopływy to Dozen, Iya, Kyu-Yoshino. Nad rzeką leżą, między innymi, miasta Tokushima i Naruto. 

## Galeria

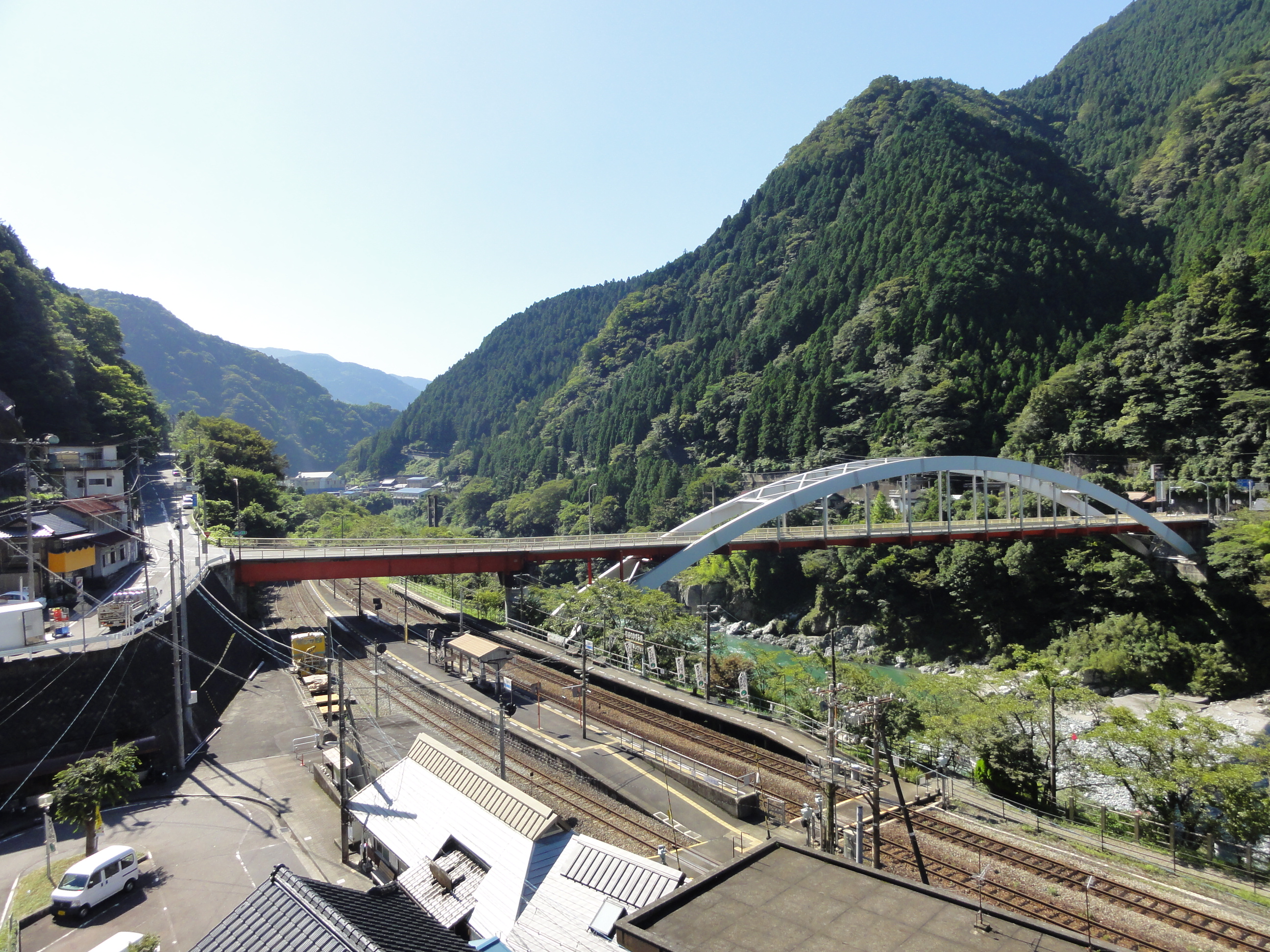
Most nad rzeką i stacją kolejową na terenie Miyoshi
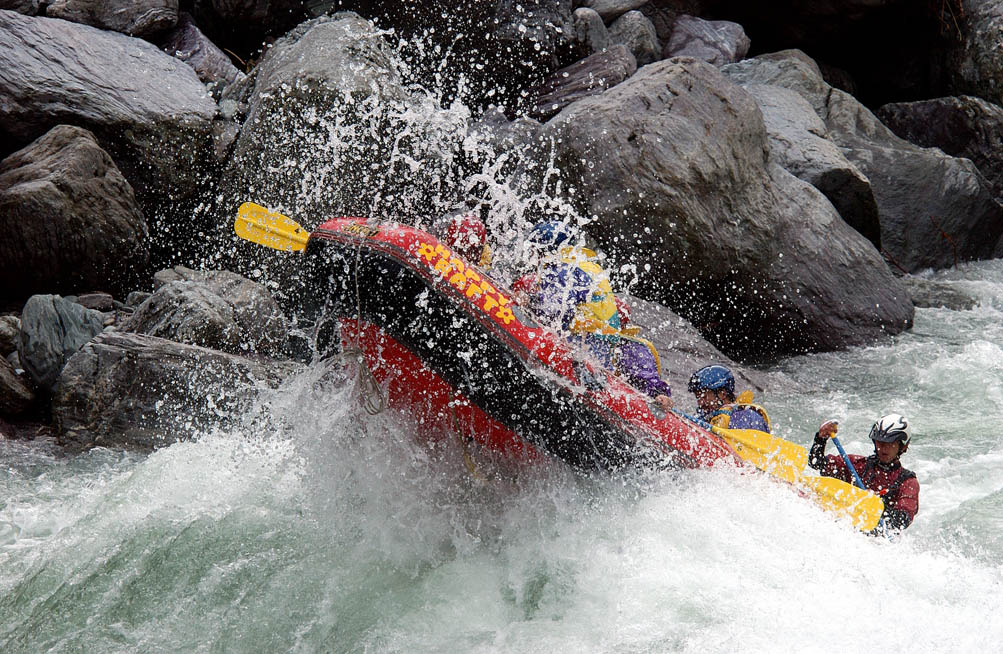
Rafting
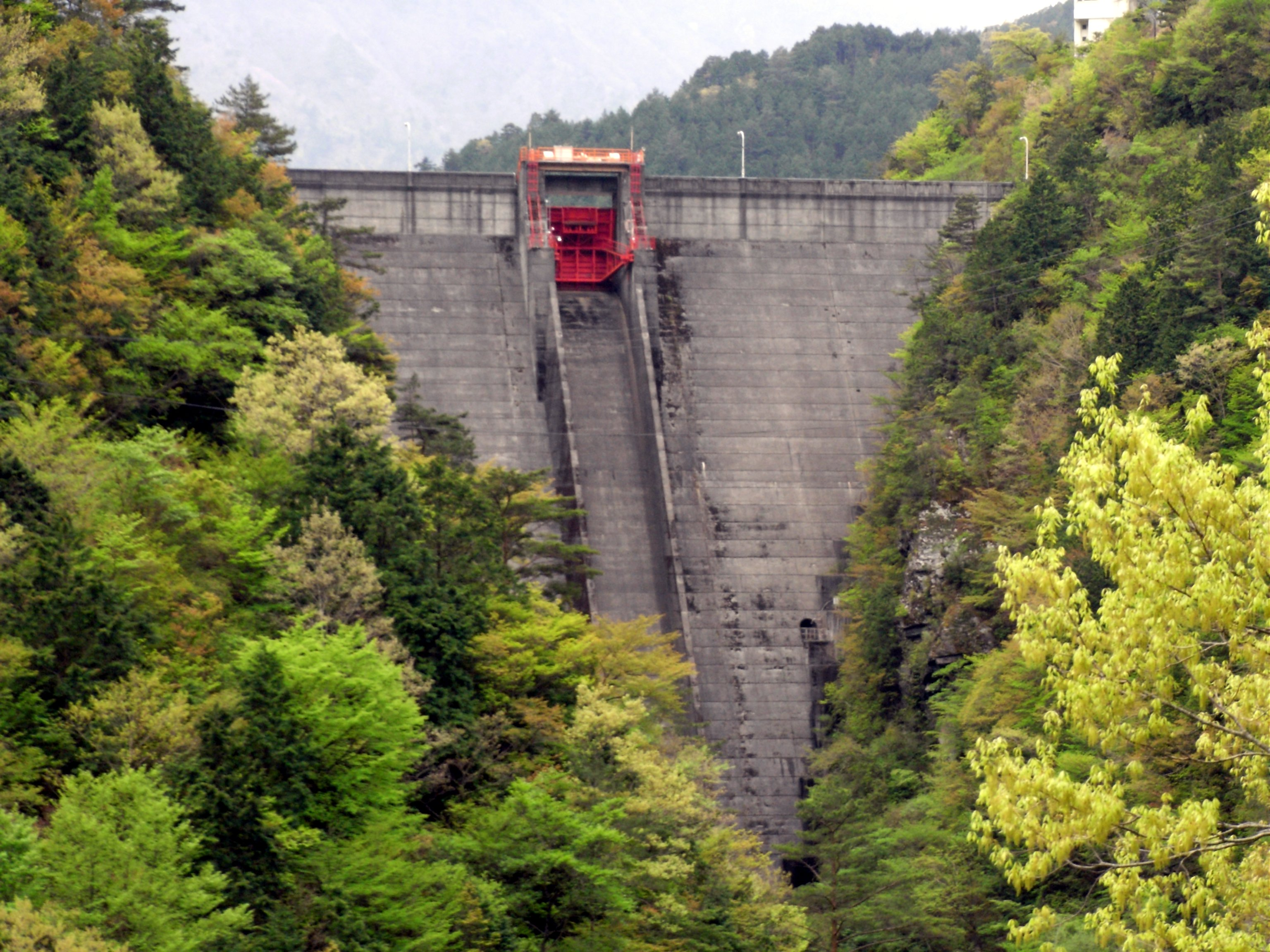
Zapora Besshi
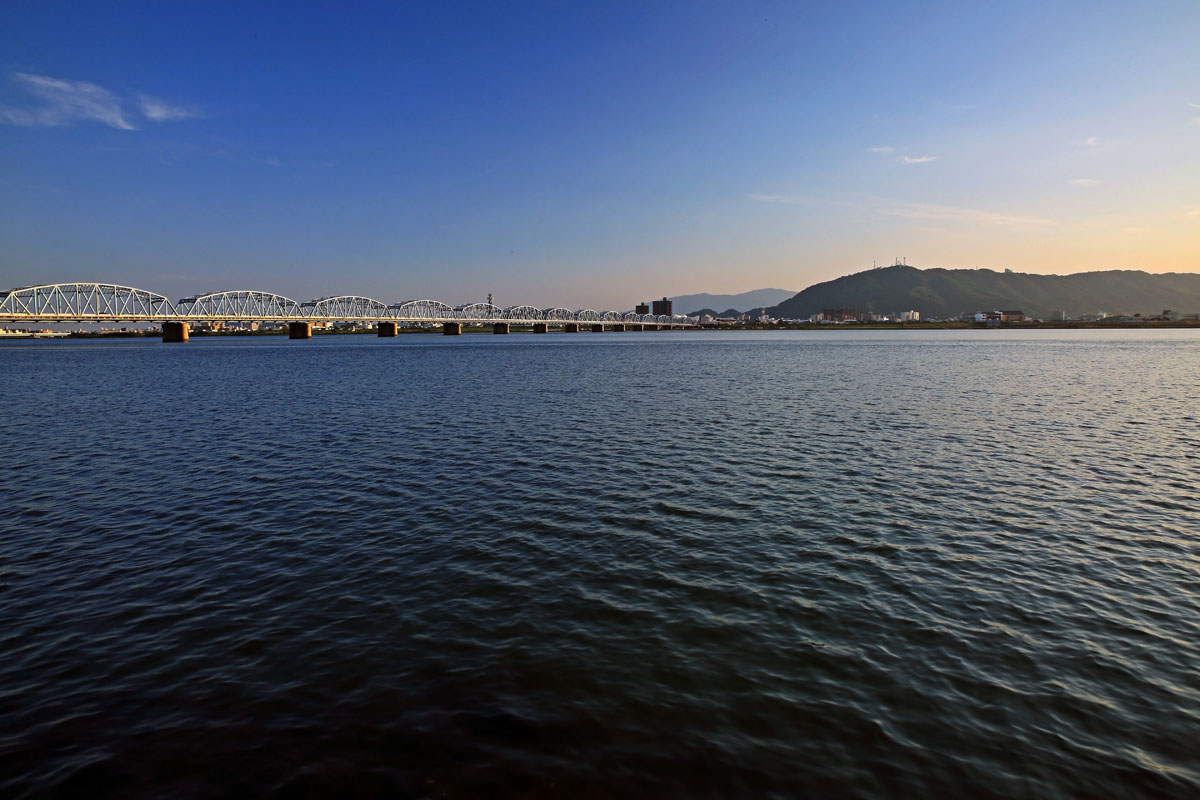
Rzeka w Tokushimie